# Emmanuela Aichinger
Emmanuela Aichinger OSB, geborene Agnes Aichinger (* 6. Februar 1917 in Aign, Achslach; † 15. Februar 2005 in Tettenweis) war eine deutsche Ordensgeistliche und Äbtissin des Klosters Tettenweis.

## Leben
Als Agnes Aichinger geboren, trat sie am 14. Januar 1953 in die Benediktinerinnenabtei St. Gertrud ein, wo sie den Ordensnamen Emmanuela annahm. Am 8. August 1954 legte sie die zeitlichen Gelübde ab und am 10. August 1957 die ewigen Gelübde.
Am 29. April 1967 wurde sie vom Konvent zur 3. Äbtissin gewählt. Am 21. Mai 1967 empfing sie durch Simon Konrad Landersdorfer die Benediktion, umgangssprachlich „Äbtissinnenweihe“. Ihr Wahlspruch lautete: In Liebe dienen – in caritate servire. Am 18. November 1992 legte Emmanuela im Alter von 75 Jahren ihr Amt als Äbtissin nieder.

## Auszeichnungen
- 1981: Bayerischer Verdienstorden